# 의학입문
의학입문(醫學入門)은 충청북도 제천시에 있는 조선시대의 한의학 서적이다. 2007년 11월 23일 충청북도의 유형문화재 제286호로 지정되었다.

## 개요
중국 명나라 때 이천(李梴)이 지은 한의학 서적으로 총 19책이다.
이 책을 쓰게 된 동기는 저자가 병에 걸려 여러 의서를 살펴보았으나 책은 많은데 일목요연하게 요령을 삼을 만한 책이 없어 의학에 입문하기 어려움을 느낀 데서 시작되었다. 왕숙화(王叔和)의 〈맥결 脈訣〉과 이동원(李東垣)의 약성편주(藥性編註)와 병기(病機), 〈의방첩경 醫方捷經〉･〈의학권여 醫學權與〉 등의 책이 좋기는 하나 편집이 잘 되어 있지 않고, 〈상한론 傷寒論〉･〈활인서 活人書〉･〈백문가 百問歌〉 등은 편집이 잘 되어 있으나 어려서부터 배우지 않으면 온전히 알기 힘들며, 〈의경소학 醫經小學〉은 편집이 잘 되어 있고 내용이 간략하여 입문서가 될 만하나 처방이 미미하고 뜻이 너무 간략하여 배우는 사람이 이해하기 어려운 점이 있기 때문에 이런 모든 문제점들을 보완한 입문서인 〈의학입문〉을 만들게 된 것이다.
〈의학입문〉은 내집(內集) 9책과 외집(外集) 10책으로 되어 있다. 내집에는 운기(運氣)·경락(經絡)·장부(臟腑)·문진(問診)·맥진(脈診)·침구( 鍼灸)·본초(本草) 등으로 나뉘어 실려 있다. 외집은 온서(溫署)·상한(傷寒)·내상(內傷)·잡병(雜病)·용약(用藥)·부인(婦人)·소아(小兒)·옹저(癰疽)·개창(疥瘡) 및 습유(拾遺) 치료방법의 개요 등이 실려 있다.
특히 본초 930종(種)을 효용에 따라 치풍(治風)·치열(治熱)·치습(治濕)·치조(治燥)·치한(治寒)·치창(治瘡)·식치(食治) 등 7문으로 나누고 각 문을 또 몇 개의 세목으로 나누어 설명했는데 대규모로 약물을 정리하여 의학에 입문하는 사람에게 편리하게 한 점이 장점이다.
〈의학입문〉은 〈동의보감〉보다 30여 년 앞서서 출간되어 〈동의보감〉의 편찬에 많이 인용되었고, 조선시대의 의사선발고시에 기본과목으로 채택되는 등 한국 의학의 발전에 기여했다.
책 서문에 萬曆 乙亥年 仲春의 上丁日의 간기가 남아 있어 1575년도에 작성한 것을 알 수 있다. 이 책은 원판본을 복각한 것으로 제작연대는 알 수 없다. 모두 19책이나 1권 내집 상중, 3권 외집 상, 중 3책이 결본이다.
이 〈의학입문〉은 복각본이기는 하나 〈동의보감〉보다 30여년 앞서서 출간되어 〈동의보감〉의 편찬에 많이 인용되었고, 조선시대의 의사선발고시에 기본과목으로 채택되는 등 한국 의학의 발전에 기여했으며 책 서문에 萬曆 乙亥年 仲春의 上丁日의 간기가 남아 있어 1575년도에 작성한 것을 알 수 있어 조선시대의 중기 이후의 활자 주조술과 조판술의 발달사 연구에 귀중한 자료이다.

## 같이 보기
- 동의보감

## 참고 자료
- 의학입문 - 국가유산청 국가유산포털